# Android Honeycomb
Android Honeycomb (versione 3.0) è il nome in codice per l'ottava versione di Android, progettato per dispositivi con schermi di dimensioni maggiori, in particolare i tablet. Non è più supportato. Honeycomb ha debuttato sul Motorola Xoom nel febbraio 2011. Oltre all'aggiunta di nuove funzionalità, Honeycomb ha introdotto un nuovo tema dell'interfaccia utente "olografico" e un modello di interazione basato sulle funzionalità principali di Android, come il multitasking, le notifiche e i widget.

## Funzionalità
Le nuove funzionalità introdotte in Honeycomb includono quanto segue:
- Le app Email e Contatti utilizzano un'interfaccia utente a due riquadri.
- L'app Galleria ora consente agli utenti di visualizzare album e altre raccolte in modalità a schermo intero, con accesso alle miniature per altre foto in una raccolta.
- L'app Browser sostituisce le finestre del browser con schede, aggiunge una modalità di navigazione in incognito per la navigazione anonima e presenta segnalibri e cronologia in una vista unificata, tra le altre funzionalità.
- Tastiera riprogettata per semplificare l'immissione di testo su dispositivi a schermo grande come i tablet.
- Una vista App recenti per il multitasking.
- Schermate iniziali personalizzabili (fino a cinque).